# Verbena maritima
Verbena maritima — вид трав'янистих рослин родини Вербенові (Verbenaceae), ендемік Флориди (США).

## Опис
Рослини флоридського узбережжя. Її толерантність до соленого повітря та води робить V. maritima чудовим багаторічним стабілізатором дюн. Росте на повному сонці. Пурпурні або лавандові квіти зібрані в кластері у верхній частині. Ця вічнозелена багаторічна чи однорічна рослина. Стебла повзучі й укорінюються. Листя просте, яйцювате, перисте, зелене. Плоди непримітні. Висота рослини: 15–30 см. Довжина листової пластини: менше 5 см. Цвітіння: цілий рік.

## Поширення
Ендемік Флориди (США).